# モンゴルのジャワ侵攻
モンゴルのジャワ侵攻（モンゴルのジャワしんこう）では、1293年にジャワ島に侵攻したモンゴル軍が引き起こした諸戦闘について解説する。
モンゴル帝国（大元ウルス）第5代皇帝クビライが派遣した使者がシンガサリ王クルタナガラによって入墨をされて返されるという事件を切掛けとして始まったジャワ遠征であるが、モンゴル軍がジャワ島に到着するまでにクルタナガラ王はクディリのジャヤカトワン王によって弑逆されてしまっていた。モンゴル軍はクルタナガラ王の女婿であったウィジャヤに誘導されてジャヤカトワン王を討ったものの、その後ウィジャヤの裏切りにあってジャワ島からの敗退を余儀なくされた。
モンゴル軍にとっては全くの失敗に終わった遠征であったが、一方でモンゴル軍を上手く利用したウィジャヤはマジャパヒト王国を築き、マジャパヒト王国は東南アジア島嶼部の大部分を支配する大国に成長するに至った。また、遠征の失敗にもかかわらず、ジャワ遠征以後中国大陸とジャワ島の貿易交流は増大しており、東南アジア島嶼部にとっては歴史の大きな転換点となる事件であったといえる。

## 背景

クルタナガラ王時代のシンガサリ王国の領域

中国大陸では古くより東南アジア諸国との交易があったが、宋代に入って「文献史上確認される最初の中国人海商」と呼ばれる毛旭が登場するなど、海洋交易が飛躍的に増大した。「ジャワ（闍婆）」という名称が始めて史書に現れるのも宋代に入ってからであった。この時期に海洋交易が盛んになった理由は、華南地域の経済的繁栄、アラブ商人の進出、航海技術の発達などさまざま挙げられるが、南宋を滅ぼしたモンゴル帝国（大元ウルス）の積極的拡張政策もこの傾向を後押した。モンゴル帝国は元来内陸国であり海洋交易とも縁が薄かったが、内戦を制して第6代皇帝となったクビライは早い段階から海洋進出を意識していた。強力な水軍を有する南宋を攻略するに当たってクビライは時間をかけて水軍を養成し、1270年代に南宋を滅亡させると、この水軍は日本遠征も含め海外進出に用いられるようになった。
南宋が滅亡して間もなくの至元15年（1278年）8月にはソゲドゥ（唆都）・蒲寿庚らに「諸蕃国で東南島嶼に列居する者」の招諭が命じられ、至元16年（1279年）6月には早くもチャンパ（占城）・マーバル（馬八児）国より派遣された使者が訪れた。同年末には改めて「海内諸番国主」への使者派遣が行われた。大元ウルスの活発な海洋進出により、至元23年（1286年）9月には馬八児（Mabar）・須門那（Sumnath）・僧急里（Cranganore）・南無力（Lambri）・馬蘭丹（?）・那旺（Nakur）・丁呵児（Tringanu）・来来（Lala/グジャラート地方）・急闌亦帯（Kelantan）・蘇木都剌（Sumudra）など10カ国が大元ウルスに使者を派遣するに至った。
一方、 ジャワ島では11世紀よりシンガサリ王国がジャワ島を統一し栄えており、 第6代国王のクルタナガラ王はスマトラ島やバリ島に派兵し、積極的な対外拡張政策によって広大な勢力圏を築いていた。14世紀に古ジャワ語で書かれた年代記『デーシャワルナナ』は「庇護を求めて（クルタナガラ）王の足もとに参上する」国々としてスンダ（ジャワ島西部）・マドゥラ島・パハン（マレー半島）・マラユ（スマトラ島）・グルン（ゴロン島/バンダ海周辺の群島の総称）、バクラプラ（タンジュンプラの別名/カリマンタン島南部）を列挙している。また、チャンパ国の史料には13世紀末の君主ジャヤ・シンハヴァルマン3世がジャワ人のタパシーを娶ったと記録されているが、これは大元ウルスの南海進出に対抗して結ばれた姻戚関係ではないかとする説もある。
クビライは至元17年（1280年）10月にジャワ国に使者を派遣することを決め、同年11月にジャワに対して詔が下された。さらに至元18年（1281年）11月、ジャワ国主自ら来観するよう詔が下され、この時派遣された宣慰の孟慶元・万戸の孫勝夫らは至元19年（1282年）7月に帰還した。後にクビライは「初めジャワと使を通じ、往来し好を交えた」と述べていることからこの時点では友好的に使者の往来が行われていたようだが、ジャワ側からの使者派遣については記録に残っていない。
大元ウルスを揺るがしたナヤンの乱が勃発した至元24年（1287年）以後、クビライは東南アジア諸国に対する姿勢を経済・通商を基盤とする平和友好路線に改め、同年中にはシンハラ国を始め24カ国が大元ウルスに使者を派遣した。至元26年（1289年）、ジャワ島のシンガサリ王国に対しても同様に孟右丞なる人物が使者として派遣されたが、モンゴルへの臣属を拒んだクルタナガラ王によって顔に入墨を入れて送り返されてしまった。これに激怒したクビライはジャワ遠征を決意し、同年中には史弼に対してジャワ遠征の意図を明らかにし史弼もジャワ遠征司令官の地位を受諾することを受け容れている。以上の経緯を踏まえ、丹羽友三郎はジャワ遠征の起こった原因として、モンゴル帝国（大元ウルス）とシンガサリ王国双方が積極的拡張政策を取っており、双方の君主も好戦的な人物であったことを挙げている。なお、『元史』ジャワ伝は「その帥を海外諸番に出すもの、ただジャワの役を大となす」と記しており、クビライが行った海外遠征の中でもジャワ遠征が特記すべき重要なものであったと認識されていたようである。

## モンゴル軍の構成

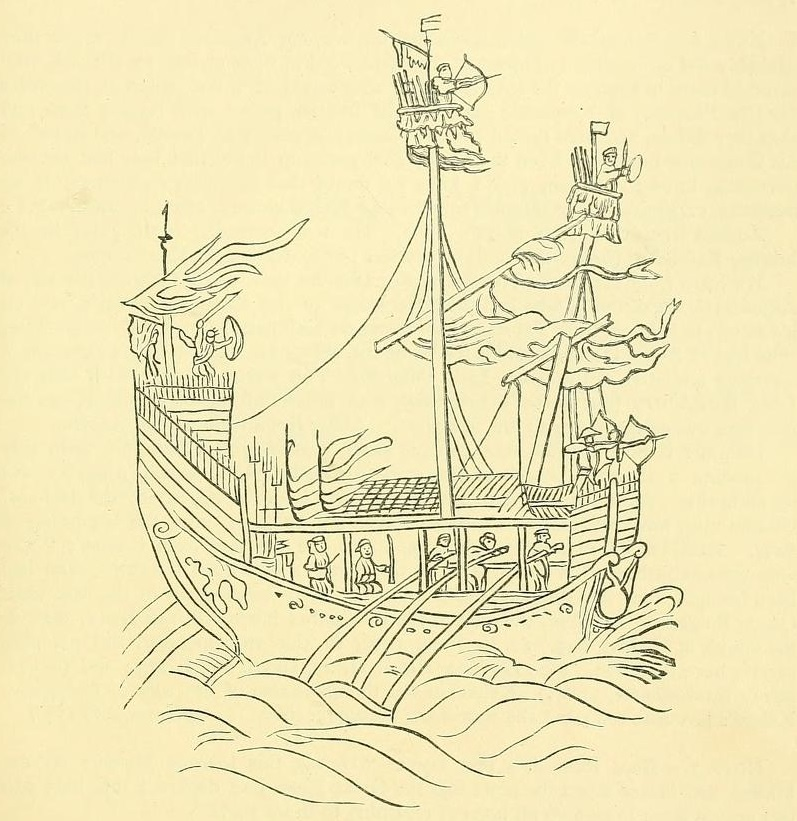
14世紀中国沿岸部のジャンク船

モンゴルのジャワ遠征軍は、従来のモンゴル軍のように皇族や建国の功臣の一族から司令官を立てることをせず、漢人の史弼を総司令として、ウイグル人のイグミシュと南人の高興の二人の副司令が補佐する形を取った。史弼・イグミシュ・高興がジャワ遠征軍の中核であったことは各史書で特筆されており、『元史』ジャワ伝は史弼・亦黒迷失・高興を司令官とし、福建・江西・湖広三行省から集めた兵2万、左右軍都元帥府2・征行上万戸4、舟1千艘、給糧1年分・鈔4万錠、虎符10・金符40・銀符100・金衣段100端がジャワ遠征のため準備されたと伝えている。
史弼はモンゴルの最初の金朝遠征時に降った華北の漢人の出で、主に南宋征服戦で多くの武功を挙げている。南宋の平定後は日本遠征計画によって疲弊する浙江地方で米価の高騰を抑えるなどよく民心を保ち、武略のみならず民政の手腕も見込まれてジャワ遠征軍の総司令に抜擢されたようである。一方、ウイグル人のイグミシュはジャワ遠征以前に4度に渡ってインド亜大陸を海路訪れたことのある異色の経歴の持ち主で、海上での指揮及び戦後の交易路開拓のための抜擢であったとみられる。高興は南宋滅亡直前の1275年（至元12年）からモンゴルに仕え始めたいわば遅参の臣であるが、平定直後の旧南宋領で頻発した叛乱の多くを平定しており、臨機応変な実戦部隊の長として選ばれたようである。
史弼・イグミシュ・高興の下には、世祖本紀によると都元帥4名、副都元帥2名、上万戸府ダルガチ4名、万戸4名、副万戸8名、鎮撫4名が任命されていた。左右二つずつで4つ設けられた都元帥府には、都元帥としてはノカイ（那海）と鄭鎮国、副都元帥としては土虎登哥（Tuhudelngge）の名前が記録されている。また、万戸（トゥメン/万人隊長）としては張タラチ（張塔剌赤）・甯居仁・トゴン（脱歓）・褚懐遠・王天祥・李明・申元・ナジムッディーン（捏只不丁）の名前が記録されているが、この内半数の4名は「万戸府ダルガチ」であった。
大元ウルスが動員した遠征軍の規模について、兵数については「二万」と「五千」、艦船数については「千艘」と「五百艘」と、それぞれ二通りの記録が残っている。この内、「二万」という兵数は遠征計画が始まった時点での予定兵数であり、「五千」というのは泉州出発時の兵数であると考えられる。同じく、艦船数についても「千艘」が計画開始時点での予定数で、「五百艘」というのが実際に動員された数であるとみられる。遠征計画開始時より遠征軍の規模が4分の1近くに縮小されたのは、ジャワ島における政変がクビライの下にまで届き当初よりもジャワ島征服が容易であると判断されたためとする説がある。

## 侵攻

### モンゴル軍のジャワ島への航海

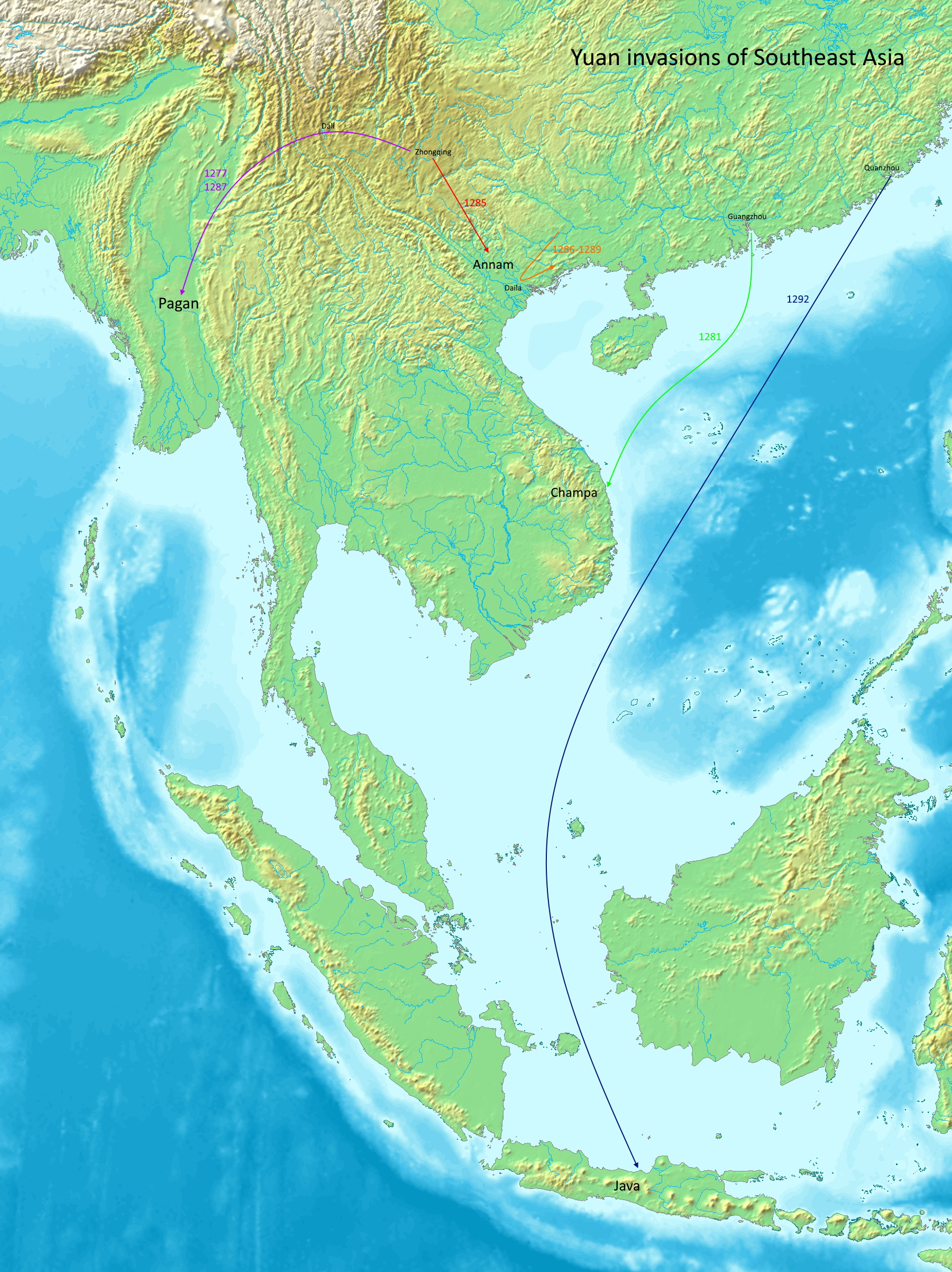
東南アジアにおけるモンゴル軍の進出

クビライはジャワ遠征の布石としてまず至元29年（1292年）正月から私的な海外貿易を禁止し、更に同年6月から12月までの半年間両浙・広東・福建など沿岸部の航海一切を禁じた。また同年2月にはジャワ遠征のため福建行省が再設置され、ジャワ遠征軍を率いる史弼・イグミシュ・高興ら三将軍はそれぞれ平章に任じられた。
7月1日、クビライに謁した三将軍はジャワ征服を正式に命じられ、また8月19日には遠征直前最後の打ち合わせとして1.ジャワ遠征の目的は使者に面したことへの懲罰であること、2.史弼を遠征軍の総司令とすること、3.イグミシュに海道の事を委ねること、4.軍がジャワに到達したら使を遣わして連絡を密にすること、5.三将軍はジャワに留まって周辺諸国に使を派遣し招諭を行うことなどが再度確認された。9月に慶元に集結した元軍は二手に分かれて進み、史弼とイグミシュは遠征軍本隊を率いて進み、高興は輜重を率いて海路よりそれぞれ泉州に向かった。泉州に集った遠征軍は当時の航海の通例に従って季節風を待ち、12月14日に泉州を出航した。
泉州を出航したジャワ遠征軍は外洋の荒波に苦しみつつ七洲洋（現パラセル諸島）、万里石塘（現マックルズフィールド堆）を過ぎると、一度インドシナ半島の大越国とチャンパ国の境界に上陸した。この時、イグミシュは郝成・劉淵らを南巫里（Lamuri/現アチン）国、速木都剌（Sumudra/スマトラ）国、不魯不都（Borobudur?）国、八剌剌（Perlak/現スマトラ島西部Perak）南シナ海沿岸諸国に派遣し、これらの諸国は子弟を遣わして来降の意を示したという。
至元30年（1293年）に入り、遠征軍は東董山（ナトゥナ諸島）・西董山（アナンバス諸島）・牛崎嶼（南ナトゥナ諸島）を経て南シナ海南部に入った。遠征軍はまず橄欖嶼（タンベラン諸島）・假里馬答（カリマンタン島）・勾闌（ゲラム島）等山に到着し、この地で小舟を建造しつつ軍議を行った。1月18日にはゲラム島で軍議が行われ、イグミシュと孫参政はクチュカヤ・楊梓・全忠祖、万戸の張タラチら500の兵を率いて2月6日に先遣隊としてジャワを招諭し、その7日後（2月13日）に史弼ら主力軍は吉利門（カリムンジャワ諸島）に向けて進軍することが決められた。
史弼らの軍団は遂にジャワ島のトゥバン港に2月13日に到着し、軍議を開いて軍団を陸軍・水軍に分けて並進することを決めた。史弼自身は参政都元帥のノカイ・万戸の甯居仁らとともに水軍を率いて牙路港口（Janggala/現スラバヤ地方）を経て進み、イグミシュと高興も都元帥の鄭鎮国・万戸のトゴンらを率いて歩兵・騎兵部隊を率いてこれに続いた。更に万戸の申元を前鋒とし、副元帥の土虎登哥・万戸の褚懐遠・李忠らを切り込み船（鑽鋒船）に乗り込ませてジャンガラから進軍し、3月1日にモンゴル軍は八節澗（Pachekan/パチェカン）に集結した。パチェカンはトゥマペル（シンガサリ首都）とボルネオ東南のジャワ海をつなぐ地にある軍事上の要衝で、『元史』ジャワ伝は「すなわちジャワの喉元にして必争の地である（乃爪哇咽喉必争之地）」と表現している。モンゴル軍はこの一帯に監視所を作り王天祥を守りとして残し、土虎登哥・李忠らが水軍を率い､ かららが馬歩軍を率いて水陸並進した。一方、ジャヤカトワンの派遣した「謀臣の希寧官」なる人物は水軍を率い河沿いにモンゴル軍の動向を監視していたが、モンゴル軍の威容を恐れて船を捨てて逃れてしまった。パチェカンからモンゴル軍がまさに進発しようとした時、ウィジャヤなる人物から思わぬ申し出がモンゴル軍の陣営に届けられた。

### モンゴル軍とマジャパヒトの連合
先述したようにクルタナガラ王の無礼な態度に対する懲罰を名目として始められたジャワ出兵であったが、モンゴル軍が準備を整えてジャワ島に至るまでの間に、ジャワ島情勢は一変してしまっていた。モンゴル軍がジャワ島に向けて航海に出たのとほぼ同時期、シンガサリ王国以前に東部ジャワを支配していたクディリ王家の末裔とされるジャヤカトワン王が挙兵し、クルタナガラ王はこれを討伐するために娘婿のウィジャヤとアルダラージャを北方に派遣した。ところが、ジャヤカトワン王は密かに別動隊をシンガサリの南方に向かわせており、この別動隊によって王府トゥマペルは陥落しクルタナガラ王はブッダの住居で死亡した。
一方、ウィジャヤとアルダラージャはトゥマペルを出発した後、クドウン＝プルットの村、ルムバ､バタン、カブルカナンと進んでジャヤカトワン軍を破り、ラプット＝チャラトに到着した。ここでウィジャヤらは西から進軍してきた敵軍を一度撃退したが、敵軍の旗がハニルの東に現れると動揺したアルダラージャ軍がカブルカナンに向かって退却し、残されたヴィジジャヤは敗れてしまった。北方に逃れたウィジャヤはバムワタンに到着し、川の北で野営したが、配下の兵士の数は600人にまで減っていた。更にウィジャヤはジャヤカトワン軍の追撃を受けつつ北方に逃れ、最後に河を渡った時、ウィジャヤの部下は僅か12人にまで減っていたという。
カウィ語（古ジャワ語）年代記の『パララトン』によると、ウィジャヤはパンダカン（Pandakan）近くの森で「アルヤのウィラーラージャ（Aryya wīrarāja）の下へ逃れることが父の名において偉大になれる最善の道である」という助言を受け、ウィラーラージャの支配するマドゥラ島への逃亡を決意したという。その後、ウィジャヤはジャヤカトワン王に使者を派遣して許しを請い、ジャワ島に帰還してトリクの荒野に移住した。その際、現地に生えていたマジャの実が苦かった（バヒト）ことからこの地を「マジャパヒト」と名付け、以後ウィジャヤの勢力は「マジャパヒト（王国）」と呼ばれるようになったという。かくしてジャワ島内部に拠点を築いたウィジャヤは、モンゴル軍がジャワ島に到着したことを知ってこれをジャヤカトワン王を討つために利用することを思いついた。そこで、恐らく3月1日から6日の間にウィジャの派遣した使者がパチェカンに駐留していたモンゴル軍の下に辿り着き、共にジャヤカトワン王を討つことを申し出た。
モンゴル軍とウィジャヤの連合が、ウィジャヤの側の申し出によって始まったことは『元史』･『パララトン』双方において明記されている。なお、『パララトン』ではクルタナガラ王によってマドゥラに左遷されていたウィラーラージャがウィジャヤとモンゴル軍の連合の成立に大きな役割を果たし、ウィジャヤはジャワ統一後ウィラーラージャにジャワ島を2分してその半分の統治権を差し出す約束をしたと記されているが、これは史実とは考え難いとされている。

### ダハ攻防戦

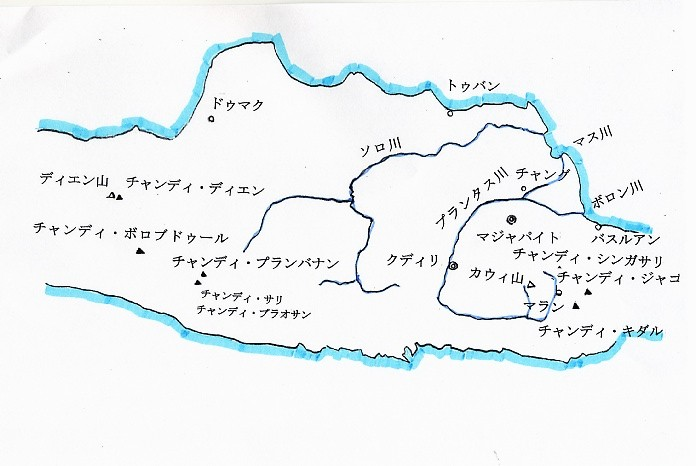
ジャワ島中・東部の歴史的地名。西道軍・水路軍はブランタス川を遡って北側から、東道軍はカウィ山を回り込むようにして東側から、それぞれダハ（クディリ）に迫ったとみられる。

3月初旬、ウィジャヤの援軍要請を受け入れたモンゴル軍は鄭鎮国を派遣し、鄭鎮国はパチェカンとマジャパヒト中間の地のチャング（Canggu）でウィジャヤを助けた。高興はマジャパヒトまで進んだもののジャヤカトワン軍を見つけられないまま、一度パチェカンに戻った。しかし、イグミシュは今夜ジャヤカトワン軍が来襲するだろうとして再び高興をマジャバヒトまで派遣した。7日、ジャヤカトワンは3路からウィジャヤを攻めたため、イグミシュは李明とともに西南方面に進んだが敵軍と遭遇せず、一方で高興とトゴンは東南で接戦の末敵軍を破って数百人を殺した。日中に至って西南路から再び敵軍が現れたが、高興は夕刻に至ってこれを破った。こうして、緒戦となるマジャパヒト攻防戦はモンゴル・マジャパヒト連合軍の勝利に終わった。
3月15日、『元史』ジャワ伝によるとモンゴル・マジャパヒト連合軍は「三道」に分かれ、土虎登哥らは水路（＝ブンガワン川）を遡り、史弼とイグミシュ率いるモンゴル軍本隊は西道に、高興率いる別動隊とマジャパヒト軍は東道に進んだという。この時モンゴル・マジャパヒト連合軍が進んだ「三道」とは、かつてジャヤカトワン軍がシンガサリ奇襲陥落させたカウイ山南麓をダハからトゥマペルに向かう道を逆走する「東道｣ 、ブンガワン川沿いに進む「水路」と「西道」を指すものとみられる。
三道に分かれて進んだモンゴル・マジャパヒト連合軍は19日にダハに至り、ジャヤカトワン王は10万余りの兵でこれを迎え撃った。『パララトン』によると、「東道」から進軍してきた高興・ウィジャヤの連合軍に対して、ダハ側はクボ＝ムンダラン（Kebo-mundarang）とその部下パンルット（Panglet）及びクボ＝ルブ（Kebo-Rubuh）が迎え撃ったという。クボ＝ムンダランの出自については諸説あるが、仲田浩三は『元史』ジャワ伝で高興と戦ったと記される「ジャヤカトワンの子の昔剌八的昔剌丹不合」に相当するのではないかと考証している。パンルットとクボ＝ルブはそれぞれウィジャヤの腹心の部下ソラ（Sora）とナムビ（Nambi）に殺され、クボ＝ムンダランは敗れてトウリニ＝パンティ（Trinipanti）の谷へ逃れたが高興がこれを追撃し捕虜とした。
一方、西北から進軍してきたモンゴル軍本隊はダハの北方でジャヤカトワン王率いる軍団を撃破し、国王軍は敗れて溺死した者は数万人、殺された者は5000人余りであった。国王は内城に入って籠城したが、同日夕刻には妻子や部下を伴って投降した。『元史』ジャワ伝には「夜明（午前6時頃）から昼過ぎまで三度戦った」と記されているが、この「三度の戦闘」は1.東道の「トウリニ＝パンティの谷の戦い」、2.水路軍のブランタス川の戦い、3.西道のダハ城北方での戦いをそれぞれ指すものとみられる。なお、このダハ攻防戦で「砲声」が響いたとされるが､これは日本遠征で用いられた「てつはう」と同種の火薬兵器ではないかとされる。

### ウィジャヤの背反とモンゴル軍の撤退
ダハの陥落後、4月2日にウィジャヤは大元ウルスに入朝して自らの所蔵する珍宝を献上するために本拠に戻りたいと申し出、史弼とイグミシュはこれを許可して万戸のナジムッディーン・甘州不花ら率いる200の兵を護送のため派遣した。一方、史弼らと別行動をとっていた高興が帰還して事の経緯を知ると、ウィジャヤに自由行動をとらせたことを「失計」であるとして史弼らを痛烈に批判したという。本拠に帰還したウィジャヤは果たして4月19日にナジムッディーン・甘州不花らを殺害してモンゴル軍を裏切り、これを知ったモンゴル軍は急ぎ捕虜としていたジャヤカトワンとその息子たちを斬った。
ウィジャヤの裏切りの経緯について、ジャワ側の史料である『パララトン』には『元史』に見られない独自の逸話を記している。すなわち、ウィジャヤはシンガサリから奪われていたクルタナガラ王の王女二人を奪還して（姉の方はシンガサリが陥落した直後に、妹はダハが陥落した際に奪還したとされる）マジャパヒトに連れ帰っていたが、ウィラーラージャはこれをモンゴル軍に引き渡す約束をしていた。王女の受け取りに来たモンゴル軍に対してウィラーラージャは王女は軍隊を怖がっているとして時間稼ぎをし、日を改めて武器を持たず来れば王女を方形の箱に入れて差し出すと述べた。翌日、ウィラーラージャの言葉通り武器を持たずにやってきたモンゴルの指揮官は扉の中に閉じ込められ､ウィジャヤの側近であるソラによって殺されてしまった。ジャワ兵は外にいたモンゴル兵が逃げ出すのを追ってモンゴル軍本隊の駐屯地まで至り、総崩れとなったモンゴル軍をチャング（Canggu）の船着場まで追撃したという。
一方、『元史』によるとウィジャヤの裏切りによって極めて危険な状況に追い込まれたモンゴル軍は、軍議を開いて撤退すべきか否かを論じたという。イグミシュのみはクビライの許しを得てからでないと撤退はできないと主張したが､ 実戦経験豊富な史弼と高興は一刻も早く撤退すべきあると言って譲らず､最終的には史弼・高興の意見に従って即時撤退することに決まった。史弼は自ら殿軍を務めて戦いながら退却し、300里を進んだところで4月24日に船に乗りジャワ島から脱出することに成功した。『元史』にはモンゴル軍の撤退路について全く記録がないが、『パララトン』に従ってチャング（＝『元史』の章弧）まで撤退しそこから出航したものとみられる。

## 戦後処理

マジャパヒト王国の最大領域

ジャワ島を出航したモンゴル軍は68日かけて中国大陸まで戻り、7月4日夜に泉州にまで帰還した。士卒の死者は3000を数える大敗ではあったが、一方でジャワで得た捕虜や金銀財宝、Lamuri国など道中の諸国で献上された品などは無事に持ち帰ることができ、朝廷に献上された。様々な事後処理を経て8月7日には遠征軍は解散したが、史弼ら指揮官の処分を如何にするかは議論が遅れ、帰還から半年近く経った12月19日に処分が降された。すなわち、史弼とイグミシュは「功無くして還った（無功而還）」こと、またウィジャヤを安易に解き放ち敗走の切っ掛けを作った事などを理由に杖刑とした上で家産の3分の1が没収された。一方、高興のみは一人ウィジャヤの危険性を見抜き功績が多かったことを重視され、処罰はなく逆に金50両を下賜された。
ジャワ遠征が行われた時点で既に高齢であったクビライは至元31年（1294年）正月に急速に体調を崩し、同月末に亡くなった。ジャワ遠征軍が敗退してから僅か半年以内の死であり、ジャワ遠征失敗による落胆がクビライの死期を縮めたとする見方もある。同年中にクビライの孫のオルジェイトゥ・カアン（成宗テムル）が即位すると、4月28日にジャワ遠征軍に属した将兵に対して、また10月26日にはジャワ遠征で死亡した将兵の遺族に対して厚く報いるよう詔が下されている。また、これに並行してオルジェイトゥ・カアンの即位にも貢献した重臣のウズ・テムルがジャワ遠征失敗で失脚した史弼らの名誉回復を願い、これを受けて没収された家産の返還と史弼には江西行省右丞への復職が命じられた。史弼とイグミシュはこの後時間をおいて少しずつ地位を取り戻しており、ジャワ遠征軍の将官は失敗にもかかわらず同情的に遇されたようである。
一方、ウィジャヤはモンゴル軍を追い出した翌年の1294年に正式に即位してラージャサナガラ王と称し、マジャパヒト王国を建設した。ラージャサナガラ王は早くも元貞元年（1295年）9月16日と大徳元年（1297年）10月26日に大元ウルスに使者を派遣して形式上の朝貢関係を結び、大徳2年（1298年）9月5日・大徳4年（1300年）6月20日にも使者を派遣して大元ウルスとの朝貢貿易を開始した。後述するように、モンゴルのもたらした大統合によってユーラシア大陸では陸海双方をつなぐ巨大な交易圏が形成されており、ラージャサナガラ王もこの交易圏に魅力を感じ朝貢関係を結んだとみられる。ラージャサナガラ王の地位を継承した息子の王の時代にはランガ＝ラウェの乱（1309年）・ソラの乱（1311年）・ナムビの乱（1316年）・クティの乱（1319年）が頻発し多難な時期であったが、それでも延祐7年（1320年）3月3日・至治3年（1323年）2月6日・泰定2年（1325年）2月4日・泰定3年（1326年）2月23日・泰定4年（1327年）12月21日の5回にわたって大元ウルスに使者が派遣されている。こうして、使者黥面事件やジャワ遠征によって険悪な形で始まった大元ウルスとジャワ島の関係は14世紀に入って安定し、特にマジャパヒト王国に経済的な繁栄をもたらすことになった。

## 影響

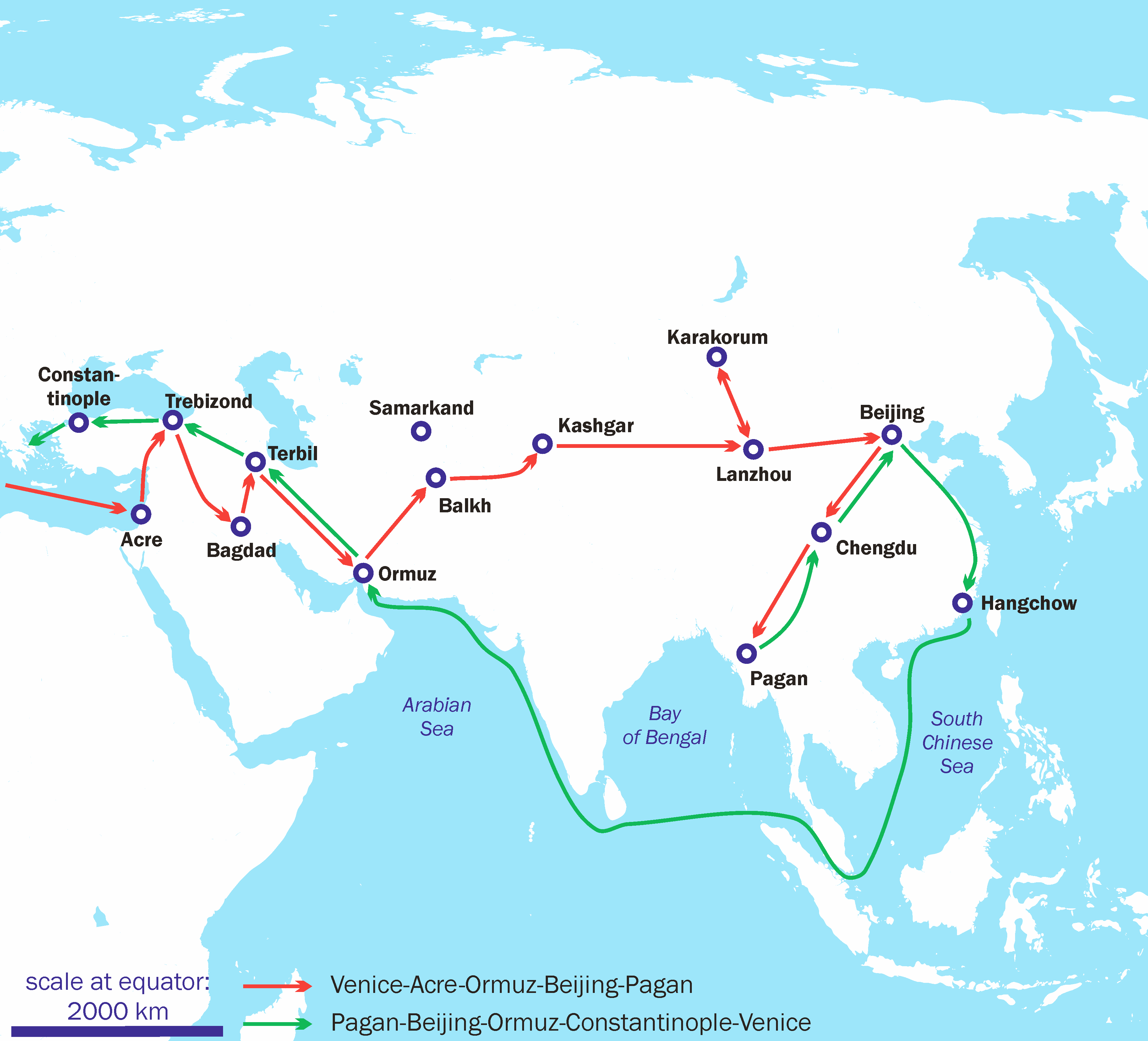
マルコ・ポーロの旅行路。海路南シナ海〜インド洋を渡って西方に帰還したことが示される。

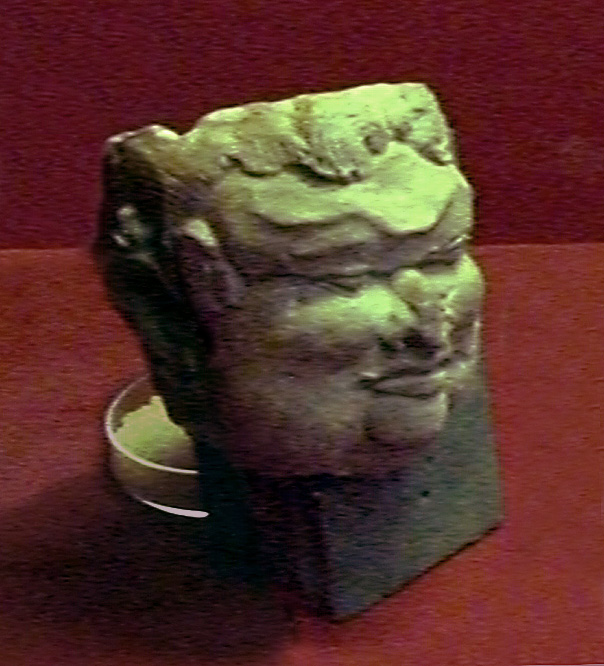
マジャパヒト王国の最盛期を築いた宰相ガジャ・マダのテラコッタ・マスク。

日本遠征も含め、大元ウルスの海洋進出は概して失敗に終わったと見なされることが多いが､軍事的な失敗とは裏腹にモンゴル時代（元代）に経済的な交流はむしろ増加する傾向にあった。ジャワ島との関係も同様であって、ジャワ遠征の失敗にもかかわらず様々な面で経済的交流が活発化したことが指摘されている。そのため、そもそもモンゴルのジャワ遠征軍の目的は通商路の確保にこそあったのだとする見解もある。
モンゴルのジャワ遠征が海洋交易路の開拓に資した傍証の一つとして、著名なマルコ・ポーロの旅行が挙げられる。マルコ・ポーロは大元ウルスからフレグ・ウルスに嫁ぐ公主を送る船団に同乗してヨーロッパに帰還したと自ら述べているが､この船団が実在したことはペルシア語史料の『ワッサーフ史』などによって確認される。また、漢文史料の『経世大典』「站赤」にはこの船団が出発したのが至元27年（1290年）末であると記され、『東方見聞録』の記述と照らし合わせると航海の時期はモンゴルのジャワ遠征とほぼ同時期（1292年-1293年）と分かる。この事実は、まさにジャワ遠征を経てモンゴル勢力が南シナ海~インド洋の交易ルートを掌握していたことを物語る。また、マラッカ海峡を通ったマルコ・ポーロはジャワ島についても情報を仕入れており、以下のように記している。
これは伝聞情報ではあるものの、13世紀末の香辛料交易で栄えるジャワ島の状況を物語るものとして重視されている。また、ペルシア語史料の『ワッサーフ史』もジャワ島について1章を設けて記述している。
この記述はモンゴル軍のジャワ遠征が成功裏に終わったかのように記す点で誤りを含んでいるが､ 遠征後にジャワ島の側から改めて使者を派遣し朝貢関係を結んだとする点で史実と合致する。ムル・ジャワとは「大ジャワ」の意で、東方見聞録の記述と合わせてこの頃「小ジャワ＝スマトラ島」に対する「大ジャワ＝ジャワ島」という認識があり、｢ジャワ」という名称にはジャワ島のみならずマラッカ海峡一帯を含む広大な地域を指す用法があったことを示している。
14世紀前半には大元ウルスとマジャパヒト王国双方で政情不安があり交流が一時途絶えた頃もあったが、1320年代からは比較的政情が落ち着き両国の交流は更に活発となった。この頃、漢人の汪大淵は幾度も南洋諸国に赴き、至正9年（1349年）に旅行の記録を整理して現在『島夷志略』と呼ばれる書物を出版した。
汪大淵がジャワ島を訪れたのはマジャパヒト王国の全盛期を築いたとされる宰相ガジャ・マダの時代に相当し、「太平なるジャワ（太平闍婆）」とはまさにマジャパヒト王国が繁栄の絶頂にあったことを示す言葉であると見なされている。『東方見聞録』・『ワッサーフ史』・『島夷志略』といった言語も来歴も異なる諸史料に記されるジャワ島に関する記述は、それ自体がモンゴル帝国が築いた交易ネットワークの成果そのものであり、その起点となったのはモンゴルのジャワ遠征に他ならなかった。